# Raampoort (Amsterdam)

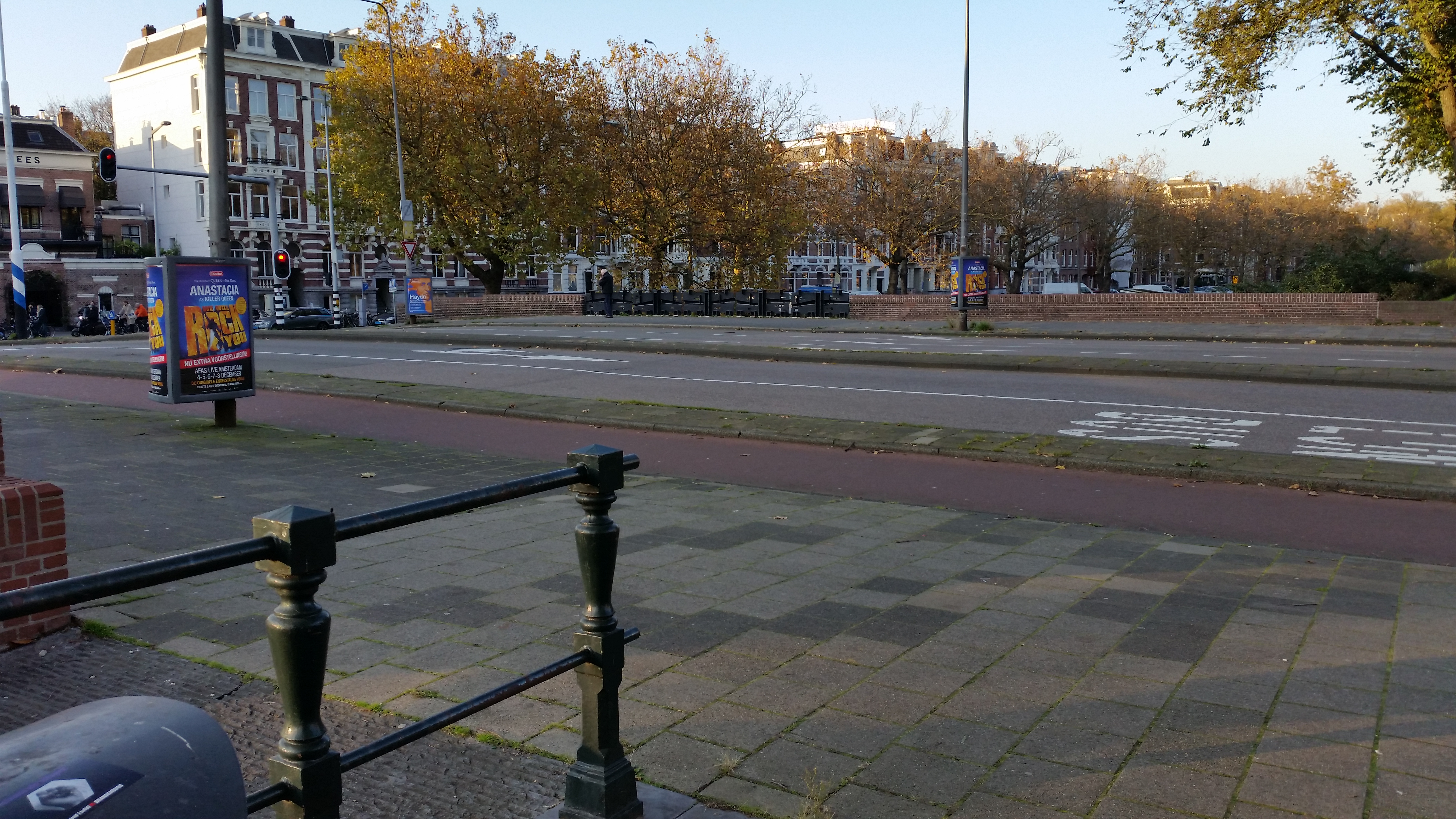
Veel brug, weinig verkeer (oktober 2019)

De Raampoort (brug 165) is en was een kunstwerk op de grens van Amsterdam-Centrum en het buitengebied, later Amsterdam-West. In de recente geschiedenis is het de naam van brug 165, in de oude geschiedenis een stadspoort. De naam verwijst net als de elders in de stad liggende Raamgracht, Raamstraat, Raamsteeg en het Raamplein naar de lakenindustrie en de houten raamwerken waarop men in vroeger tijden geverfde lakense stoffen droogde, oprekte en bleekte.

## Stadspoort
Vrijwel direct nadat de Singelgracht de vestinggracht annex stadswal van Amsterdam wordt, komt er ook een doorbraak tussen enerzijds de Bloemgracht en Lijnbaansgracht en anderzijds de Singelgracht. Over de doorbraak wordt de Bulleback Sluys gebouwd. Even ten noorden van deze doorbraak werd een ophaalbrug met veel aanbruggen gebouwd, die reeds op de kaart van Balthasar Florisz. van Berckenrode uit 1625 te zien is (Raem Brugh). Ook de kaart van Joan Blaeu laat die brug en doorbraak zien. Op de kaart van Daniël Stalpaert uit 1662 met zijn ontwerp voor de stad, is de Raem Brugh vervangen door een Raem Poort. De brug naar het buitengebied ligt dan net ten zuiden van de doorbraak. Op die kaart is ook bolwerk Rycker-Oort met de molen De Bloem te vinden. Deze situatie (doorbraak en brug) worden door Wouter Johannes van Troostwijk vastgelegd; het Rijksmuseum dateert haar op 1809. Caspar Philips had rond 1776 al een prent gemaakt met daarop afgebeeld de Vernieuwde Raam Poort. In 1844 werd de poort afgebroken; tegelijkertijd wordt gewerkt aan renovatie van de brug.

## Brug
Het is voor die tijd een behoorlijk lange brug: ze is 87 meter lang en zeven meter breed. Door ter plekke dammen aan te leggen kan de brug ingekort worden tot 42 meter. Het ontwerp voor die brug uit 1860 met stenen pijlers en ijzeren liggers is afkomstig van Jan Galman, die ook een ontwerp maakte voor een brug over het IJ. Niet veel later wordt de Singelgracht tussen de Zaagpoort en Rijkeroord verder gekanaliseerd (rechtgetrokken). De terreinen worden verkocht aan de Amsterdamsche Vereeniging tot het Bouwen van Arbeiderswoningen. Op het bolwerk wordt het Tweede Marnixplantsoen aangelegd; de molen De Bloem  wordt verplaatst naar de Haarlemmerweg bij Begraafplaats Vredenhof.
De stad breidde steeds verder uit en de brug voldeed in de jaren tien niet meer. Aan de Dienst der Publieke Werken (PW) wordt gevraagd om een ontwerp voor een nieuwe bovenbouw voor de brug, die rond 1914 wordt gebouwd. De bruggenarchitect van dienst is dan Jo van der Mey, die ook verantwoordelijk was voor de brug bij de Zaagpoort. De bruggen zien er dan ook identiek uit; zie bijvoorbeeld de consoles voor het brugdek. De brug wordt slachtoffer van het verkeersplan Voorloopig schema van verkeersverbeteringen in de binnenstad uit 1931. In het plan zit een doorvoerweg verwerkt die over deze brug komt vanuit de Tweede Hugo de Grootstraat en verder gaat via een (nog te maken) doorbraak in de Jordaan naar de Reestraat etc. Het plan werd op de lange baan geschoven. 
In 1969 wordt de draad opgepakt en de Raampoort wordt vernieuwd. Ten noorden van de Van der Mey-brug wordt een nieuwe betonnen brug aangelegd, die beter aansluit op de Tweede Hugo de Grootstraat. Als de brug gereed is wordt de oude afgebroken. Het zuidelijk landhoofd aan de stadszijde blijft daarbij bewaard en wordt terras. Het ontwerp is wederom afkomstig van de PW, waar dan Dirk Sterenberg werkt. Sterenberg liet zich op zijn beurt inspireren door Piet Kramer, de architect die de schakel vormt tussen Van der Mey enerzijds en Dick Slebos en Sterenberg anderzijds. De brug vertoont tekenen van de bouwstijl Amsterdamse School van Kramer, zoals de combinatie baksteen/natuursteen, gemetselde balustrades die verspringen, donjonachtige hoeken en de ijzeren leuningen/balustrades, die laatste dan wel met een moderne vormgeving. Hij was ook verantwoordelijk voor het ontwerp van naamplaat en het zeshoekige zitelement. Sterenberg werkte voor deze 30 meter brede brug (de standaardmaat destijds voor deze bruggen in Amsterdam) samen met kunstenaar Herman van der Heide. Van zijn hand zijn de metalen leuningen/balustrades van metaalplaat. Van der Heide ontwierp voor het gehandhaafde bolwerk ook een waterplastiek. 
In 1972 wijzigde het inzicht van de gemeente Amsterdam. Protestacties weerhielden de gemeente ervan de doorbraak in de Jordaan te realiseren; er werd een alternatief gevonden door het verkeer langs de Rozengracht, Nassaukade, Tweede Hugo de Grootstraat, Jan van Galenstraat naar de A10 (Ringweg Amsterdam) te geleiden. Het gevolg werd dat er een relatief brede brug ligt voor een bescheiden verkeersaanbod. Later droogde die verkeersstroom na de aanleg van de binnenring verder op door in de beoogde aan- en afvoerroute Marnixstraat eenrichtingsverkeer door te voeren.Wel maakten de bussen die over de Nassaukade stadinwaarts reden toen vaak gebruik van de brug en de vrije trambaan in de Marnixstraat om de drukte te vermijden.      
In 2006 werd het terras aangepakt; het lag ondanks de aanwezigheid van een politiebureau uit het zicht. De niet goed werkende waterplastiek verdween.

## Omgeving
In de direct omgeving staat het karakteristieke voormalige Politiebureau Raampoort (Marnixstraat 148). Op het terras staat sinds 2005 Nieuwe Naatje van Hanna Mobach (het beeld stond van 1975 tot 2003 op het Rokin). Aan de noordzijde in het plantsoen ligt het sculptuur Steen in drieën gespleten van Pjotr Müller, (1980). Op de hoek staat het beeld De blauwe vioolspeler van De Onbekende Beeldhouwer. 

## Afbeeldingen

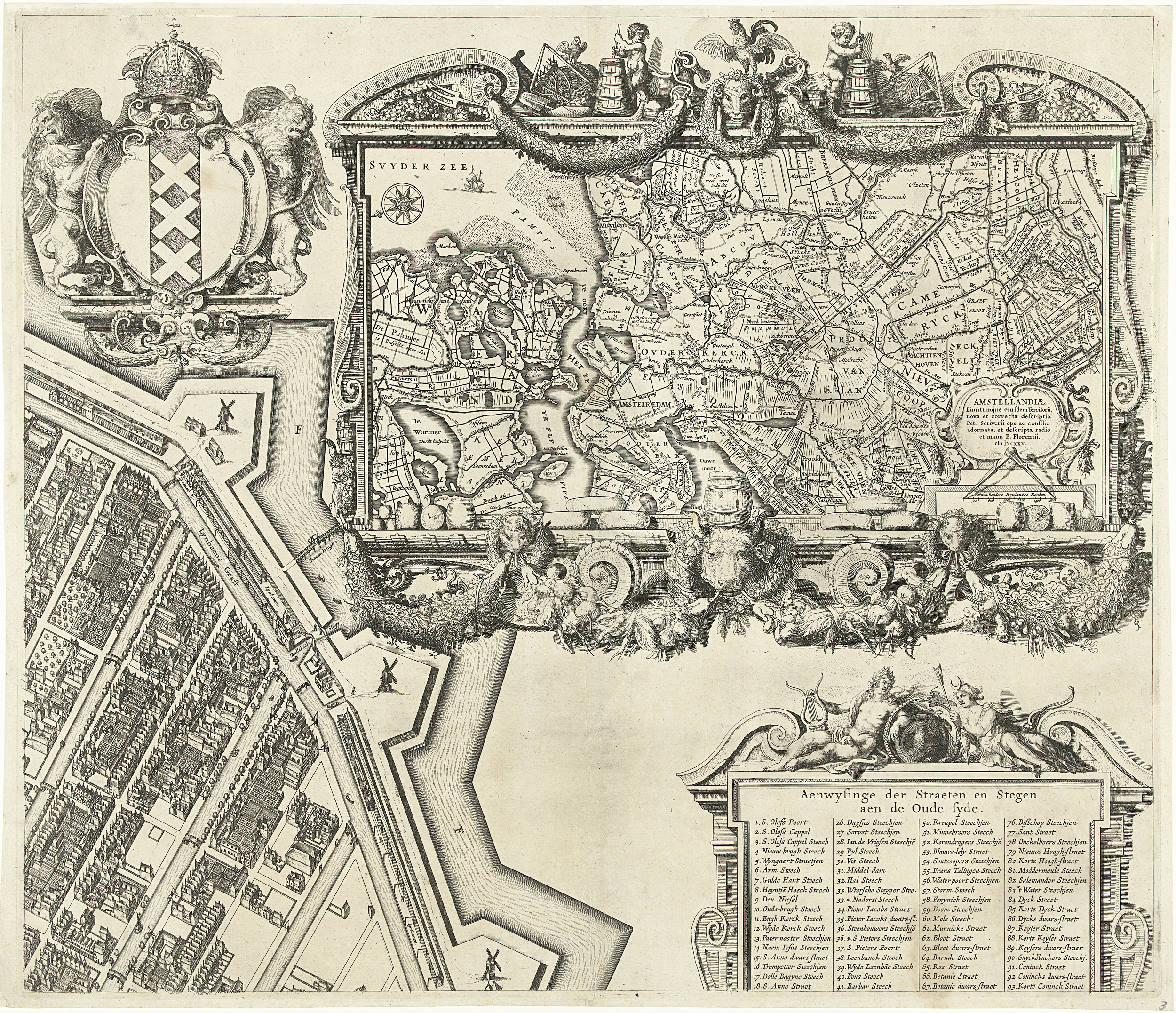
Detail van de kaart van Van Berckenrode (1625)
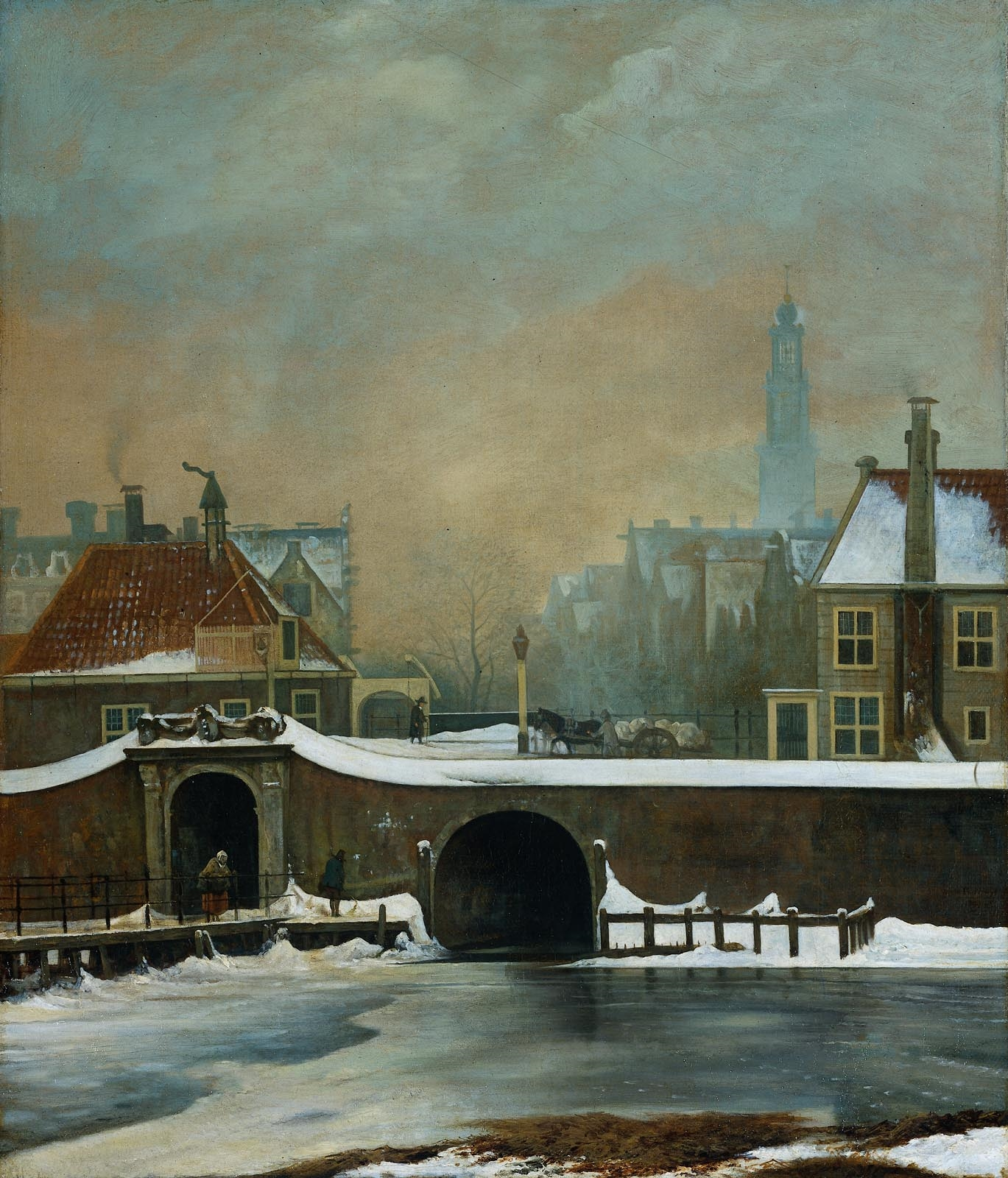
Het schilderij Het Raampoortje te Amsterdam,van W.J. van Troostwijk (1809)
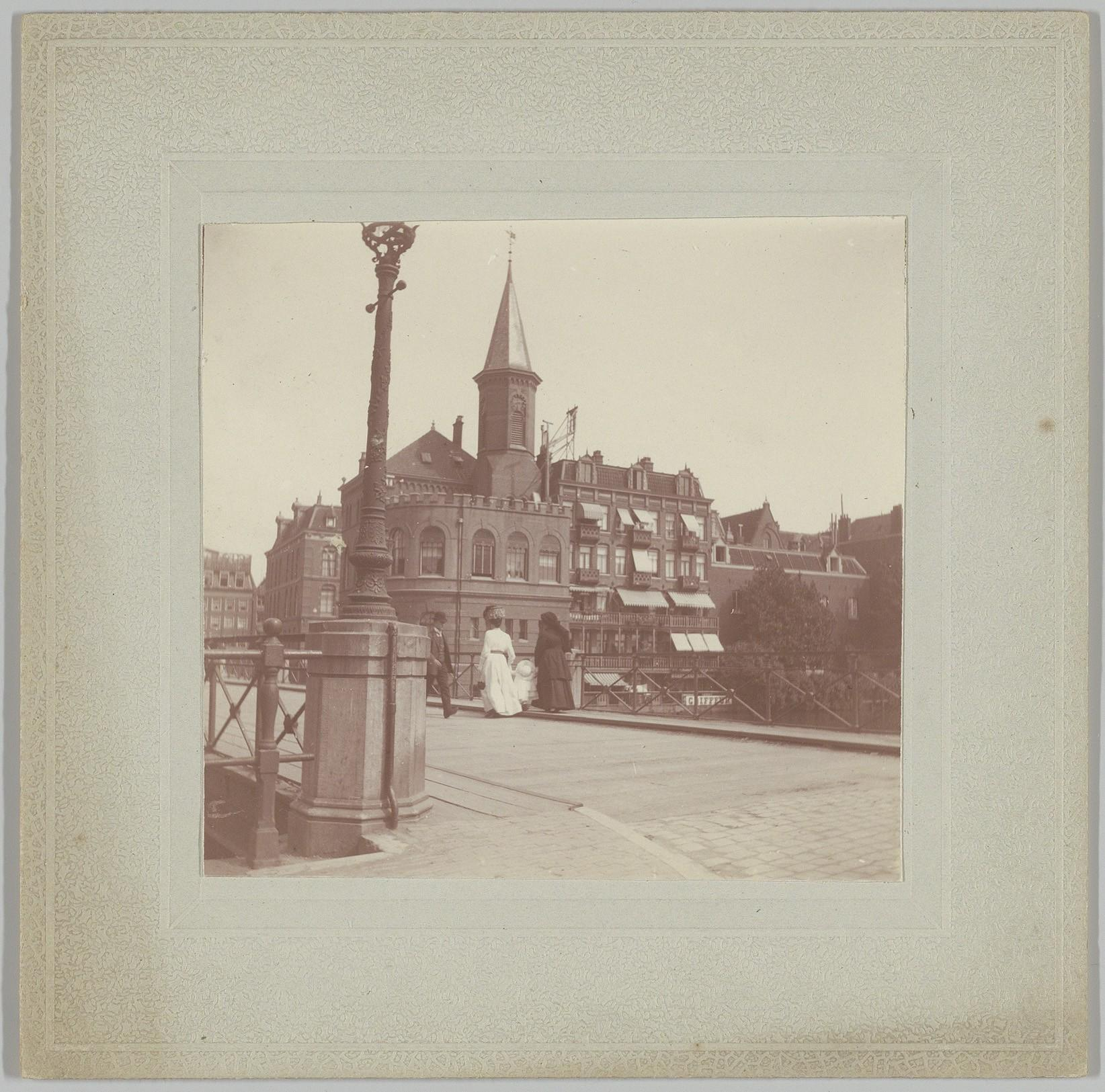
Brug van Jan Galman (circa 1900)
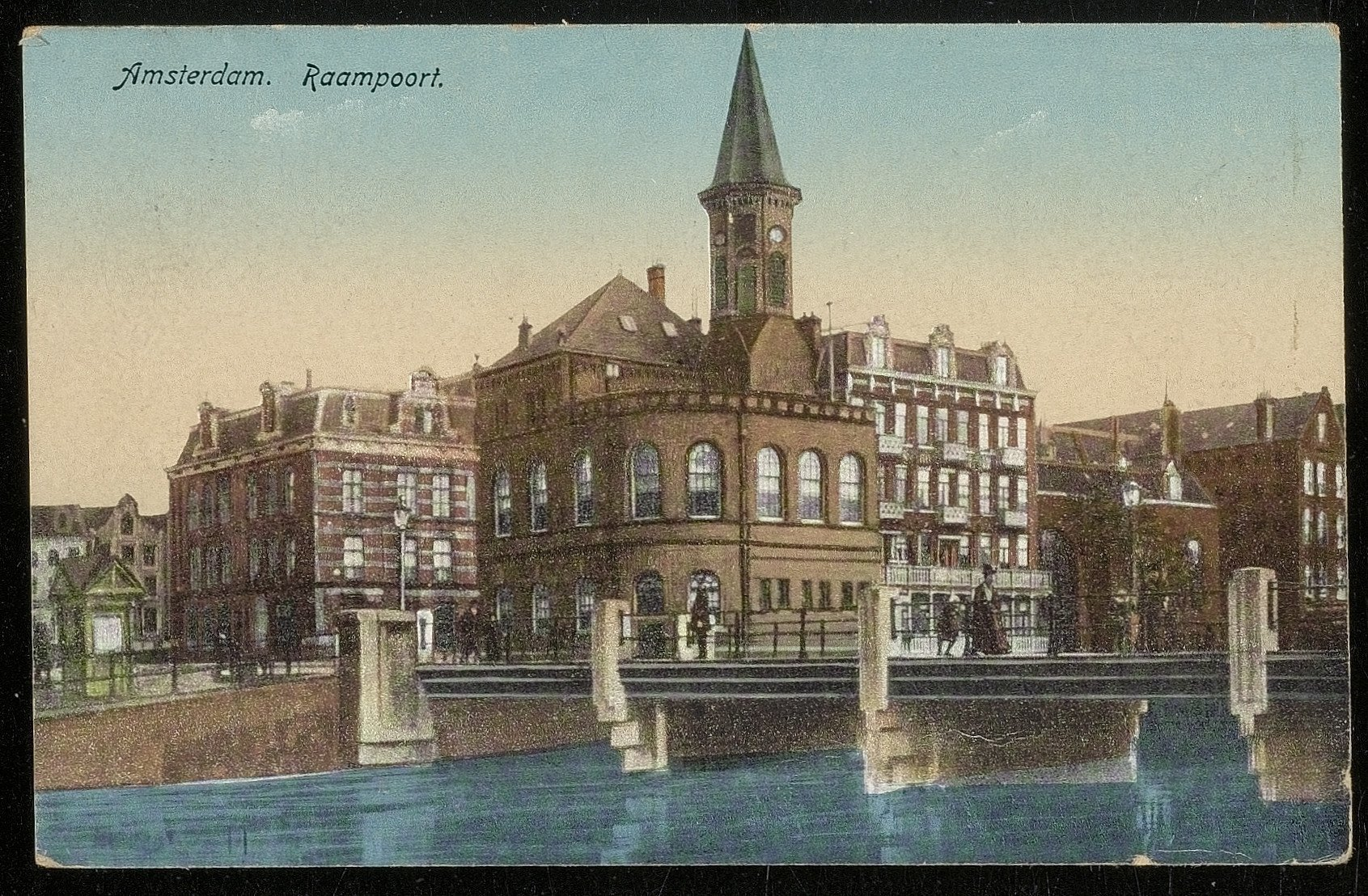
Brug (versie Van der Meij) en politiebureau (circa 1919)
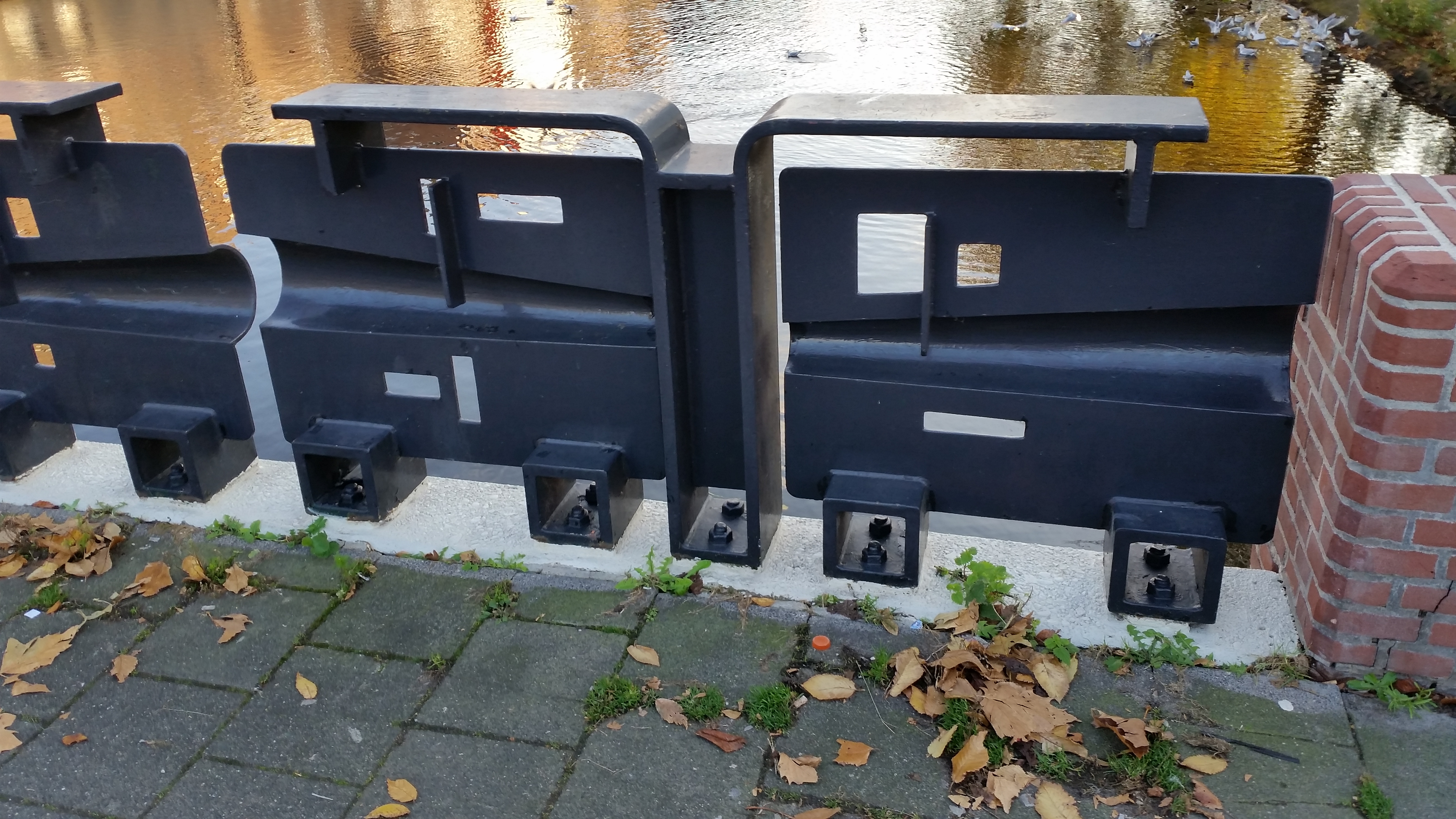
Werk van Herman van de Heide (oktober 2019)
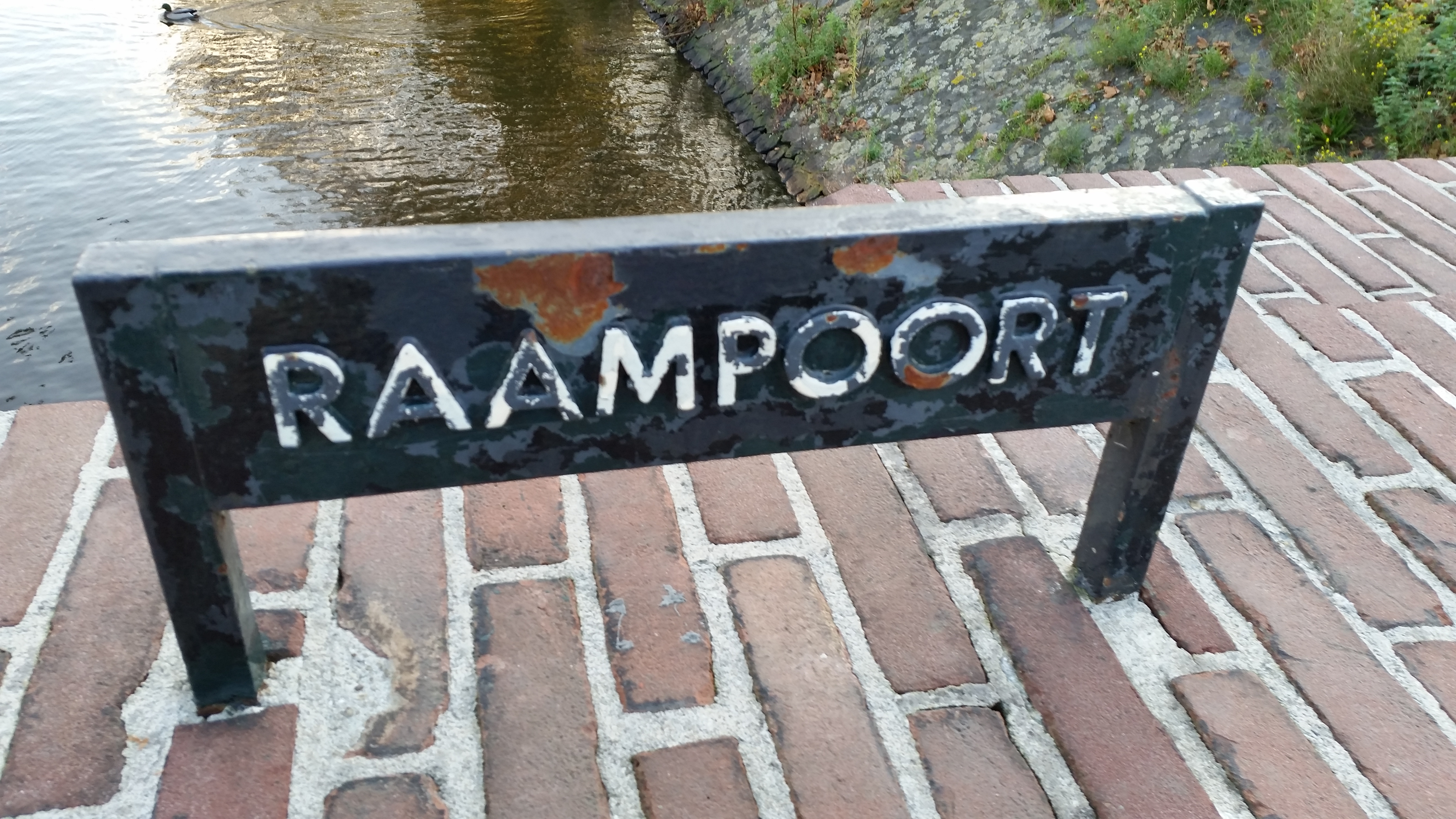
Naamplaat (oktober 2019)

<<< · 100 · 101 · 102 · 103 ·  105 · 106 · 107 · 108 · 109 ·  110 · 111 · 112 · 113 · 114 · 115 · 116 · 117 · 118 · 119 · 120 · 121 · 122 · 123 · 124 · 125 · 126 · 127 · 128 · 129 · 130 · 131 · 132 · 135 · 136 · 137 · 138 · 139 · 140 · 141 · 142 · 143 · 144 · 145 · 146 · 147 · 148 · 149 ·  150 · 151 · 152 · 155 · 156 · 159 · 160 · 161 · 162 · 163 · 164 · 165 · 166 · 167 · 168 · 169 ·  170 · 171 · 172 · 173 · 174 · 175 · 176 · 177 · 178 · 179 · 180 · 181 · 182 · 183 · 184 · 185 · 186 · 187 · 189 · 190 · 191 · 192 · 193 · 194 · 195 · 196 · 198 · 199 · >>>
Brugnummers 104, 133, 134, 153, 154, 157, 158, 188 en 197 zijn niet (meer) in gebruik.